# Ротшильд, Дэвид Лайонел де
Давид Лайонел де Ротшильд (англ. David Lionel de Rothschild; род. 28 ноября 1955) — садовод, писатель и фотограф, представитель английской ветви известнейшей международной династии банкиров еврейского происхождения Ротшильдов, сын барона Эдмунда де Ротшильда (1916—2009) и Елизаветы Лентнер-Куликовская (1923—1980). Певица Шарлотта де Ротшильд — его сестра-близнец. Княгиня Ольга Николаевна Куликовская-Романова (проживающая в Канаде) — двоюродная сестра Елизаветы.
Давид де Ротшильд возглавляет благотворительный фонд, который патронирует Exbury Gardens в английском графстве Хэмпшир. В соавторстве со своей кузиной Мириам Луизой де Ротшильд (1908—2005) и фотографом Эндрю Лоусоном выпустил книгу «The Rothschild Gardens».
Давид де Ротшильд разведён, трое детей:
1. Елизавета Наоми де Ротшильд.
2. Леопольд Джеймс де Ротшильд.
3. Амшель Натаниэль де Ротшильд.